# Anoia Diari
Anoia Diari és el primer diari exclusivament digital creat a la comarca de l'Anoia, publicat en català i fundat a Igualada l'1 d'octubre de 2008. L'any 2009 arribà diàriament a 3.000 lectors diaris i obrí una secció de blogs de col·laboradors entre els que figuren les diputades Marina Llansana i Teresa Estruch. Anna Marsal va ser la primera directora del diari. L'any 2011 tenia una mitjana de 17.154 usuaris únics mensuals i 119.873 planes vistes mensuals segons dades de Nielsen-OJD.